# 田部井和
田部井 和（たべい かのう、1905年（明治38年）11月18日 - 1976年（昭和51年）10月17日）は、日本の微生物学者、教育者、京都大学名誉教授。

## 経歴
東京出身。1931年、京都帝国大学医学部卒業後、京大助教授となる。軍部から多額の資金援助を得て微生物学の研究を進め、関東軍防疫給水部本部（いわゆる731部隊）が発足すると部隊に加わり、第一課課長としてチフス菌を用いた生物兵器を含む研究を指揮することとなった。
戦後は日本に引き揚げ、神戸医科大学教授などを経て、1956年には京大に戻り医学部微生物学教室で教授を務めた。1966年に定年退官した。1976年10月17日、気管支炎のため京都市左京区の自宅にて死去。70歳。